# Monday – Die Liebe eines Sommers
Monday – Die Liebe eines Sommers (Originaltitel: Monday) ist ein griechisch-US-amerikanisches Filmdrama von Argyris Papadimitropoulos, das am 16. April 2021 in ausgewählte US-Kinos kam.

## Handlung
Mickey und Chloe sind zwei Amerikaner, die in Athen leben. Beide sind single, als sie sich an einem heißen Sommerfreitag treffen. Die Chemie zwischen ihnen stimmt sofort, und sie erleben ein turbulentes gemeinsames Wochenende, bis sie am Montag aufwachen.

## Produktion
Regie führte Argyris Papadimitropoulos, der auch gemeinsam mit Rob Hayes das Drehbuch schrieb.
Der Film sollte Mitte April 2020 im Rahmen des Tribeca Film Festivals in der Sektion Spotlight Narratives seine Weltpremiere feiern. Einen Monat vor Beginn des Festivals wurde dieses aufgrund der Coronavirus-Pandemie abgesagt und auf einen bislang unbekannten Zeitpunkt verschoben. Die Weltpremiere erfolgte schließlich am 11. September 2020 in der Industry Selects des Toronto International Film Festivals. Am 16. April 2021 kam der Film in ausgewählte US-Kinos.
Die Filmmusik komponierte Alexis Grapsas. Das Soundtrack-Album mit 11 Musikstücken wurde am 23. April 2021 von Lakeshore Records als Download veröffentlicht.

## Rezeption
Die Kritiken fielen bislang gemischt aus.